# Stroobos
Stroobos (en frison : Strobos) est un village de la commune néerlandaise d'Achtkarspelen, dans la province de Frise.

## Géographie
Le village est situé dans l'est de la Frise, à la limite avec la province de Groningue, à 16 km au nord-est de Drachten. Il forme une seule agglomération avec le village jumeau de Gerkesklooster situé au nord, et tous les deux sont traversés par le canal Princesse-Margriet qui se prolonge par le canal Van Starkenborgh à l'est.

## Histoire
Le nom aurait été utilisé pour la première fois en 1655 et ferait référence aux habitations de paille utilisées par les ouvriers lors du creusement du prolongement du Hoendiep. Le village est longtemps divisé entre les municipalités d'Achtkarspelen et de Grootegast, située dans la province de Groningue. En 1993, en raison des difficultés posées par cette situation, la partie groningoise est rattachée à Achtkarspelen et à la Frise.

## Démographie
Le 1er janvier 2018, le village comptait 320 habitants.